# Patrick Apataki
Patrick Apataki Kifu (Kinshasa, 14 maggio 1979) è un ex calciatore della Repubblica Democratica del Congo, di ruolo attaccante.

## Caratteristiche tecniche
Era una punta centrale.

## Carriera

### Nazionale
Ha debuttato in Nazionale il 24 gennaio 2000, in RD del Congo-Algeria (0-0), subentrando a Emeka Mamale al minuto 88. Ha partecipato, con la Nazionale, alla Coppa d'Africa 2000 e alla Coppa d'Africa 2002. Ha collezionato in totale, con la maglia della Nazionale, 12 presenze.

## Palmarès

### Club

#### Competizioni nazionali
- Campionato congolese di calcio (Repubblica Democratica del Congo): 1

Motema Pembe: 1999
- Campionato sudafricano di calcio: 1

Mamelodi Sundowns: 2006-2007
- Coppa del Sudafrica: 1

Mamelodi Sundowns: 2007-2008